# Pagaduría de Sidi Ifni
La pagaduría militar de Sidi Ifni o consulado español de Sidi Ifni es un edificio situado en Sidi Ifni, en la provincia de Sidi Ifni, en la Región de Guelmim-Ued Nun en Marruecos.
Se trata de un edificio clasificado como monumento por el ministerio de cultura de Marruecos.

## Historia
Edificado para albergar la pagaduría militar de Sidi Ifni en época española de la colonia de Ifni. Tras la cesión de la provincia española de Ifni en 1969 a Marruecos el estado Español mantuvo en Sidi Ifni este inmueble, así como 21 viviendas, y funcionó como consulado de España. En 1975 quedó sin uso en favor del consulado general de España en Agadir.
De 2012 data el proyecto para su rehabilitación y uso como centro cultural hispano marroquí.

## Descripción
Inaugurado en 1938, en estilo art decó. Se trata del ejemplo más sobresaliente de arquitectura colonial y art decó en Sidi Ifni. En su fachada destacan los tres arcos y tres puertas que conforman el porche, sobre el que se encuentra una terraza.     